# Carcelia stackelbergi
Carcelia stackelbergi là một loài ruồi trong họ Tachinidae.